# Дорментис
Дорментис (порт. Dormentes)  —  муниципалитет в Бразилии, входит в штат Пернамбуку. Составная часть мезорегиона Сан-Франсиску-Пернамбукану. Входит в экономико-статистический  микрорегион Петролина. Население составляет 15 637 человек на 2007 год. Занимает площадь 1538 км². Плотность населения — 10 чел./км².

## История
Город основан в 1963 году.

## Статистика
- Валовой внутренний продукт на 2005 год составляет 40 107 реалов (данные: Бразильский институт географии и статистики).
- Валовой внутренний продукт на душу населения на 2005 год составляет 2619 реалов (данные: Бразильский институт географии и статистики).
- Индекс развития человеческого потенциала на 2000 год составляет 0.6 (данные: Программа развития ООН).

## География
В соответствии с классификацией Кёппена, климат относится к категории BShW.